# Утилов, Владимир Александрович
Владимир Александрович Утилов (9 ноября 1937, Москва — 9 января 2011, там же) — советский и российский киновед, педагог. Заслуженный работник высшей школы Российской Федерации (2005).

## Биография
В 1961 году окончил киноведческий факультет Всесоюзного государственного института кинематографии. С 1964 года преподавал во ВГИКе историю зарубежного кино. В 1966 году защитил диссертацию на соискание ученой степени кандидата искусствоведения на тему  «Проблемы войны и мира в американском киноискусстве».
С 1998 года был деканом сценарно-киноведческого факультета ВГИКа, с 2001 по 2010 год — заведующим кафедрой киноведения. 
В 1999 году защитил диссертацию на соискание ученой степени доктора искусствоведения на тему «Цивилизационные модели в кинематографе Западной Европы и США (1914—1984)».
Профессор (1993), доктор искусствоведения (2000). Член Союза кинематографистов России и Ассоциации кинообразования и медиапедагогики России. 
Печатался по вопросам киноискусства с 1958 года.  Автор ряда книг и статей по истории зарубежного кино. Лауреат премии Гильдии киноведов и кинокритиков России (2001).